# Szeben megye természetvédelmi területeinek listája
Szeben megye természetvédelmi területeinek listája azokat a természetvédelmi területeket tartalmazza, amelyek a romániai Szeben megyében találhatóak, és országos jelentőségűnek minősülnek az 5/2000 számú törvény, illetve a 2151/2004 számú kormányhatározat,értelmében.
| Kód       | Kép | Magyar elnevezés                   | Román elnevezés                                      | Helység          | IUCN- kategória | Típus          | Terület (ha) |
| --------- | --- | ---------------------------------- | ---------------------------------------------------- | ---------------- | --------------- | -------------- | ------------ |
| RONPA0712 |     | Feneketlen-tó                      | Lacul fără fund Ocna Sibiului                        | Vízakna          | IV              | geológiai      | 0,2          |
| RONPA0713 |     | Vöröstoronyi őslénytani rezervátum | Calcarele eocene de la Turnu Roşu - Porceşti         | Vöröstorony      | III             | paleontológiai | 60           |
| RONPA0714 |     | Béka-kő                            | Calcarele cu hippuriţi de la Cisnădioara             | Kisdisznód       | III             | paleontológiai | 1            |
| RONPA0715 |     | Zackel-domb                        | Dealul Zackel                                        | Szelindek        | IV              | vegyes         | 11           |
| RONPA0716 |     | Szász kékperjés rét                | Şuvara Saşilor                                       | Nagytalmács      | IV              | botanikai      | 20           |
| RONPA0717 |     | Sálfalvi szoros                    | Canionul Mihăileni                                   | Sálfalva         | III             | geológiai      | 16           |
| RONPA0718 |     | Bâlea-völgy                        | Valea Bâlii                                          | Kercisóra        | IV              | vegyes         | 180          |
| RONPA0719 |     | Hássági iszapvulkánok              | Vulcanii noroioşi de la Haşag                        | Hásság           | III             | geológiai      | 1            |
| RONPA0720 |     |                                    | La Grumaji                                           | Zsinna           | III             | vegyes         | 2            |
| RONPA0721 |     |                                    | Pintenii din Coasta Jinei                            | Zsinna           | III             | geológiai      | 2            |
| RONPA0722 |     | Csindrel-tavi botanikai rezervátum | Iezărele Cindrelului                                 | Guraró           | IV              | botanikai      | 609,69       |
| RONPA0723 |     |                                    | Parcul Natural Dumbrava Sibiului                     | Nagyszeben       | IV              | vegyes         | 933          |
| RONPA0724 |     | Szebeni-havasok Natúrpark          | Parcul Natural Cindrel                               | Zsinna           | IV              | vegyes         | 9873         |
| RONPA0725 |     |                                    | Masa Jidovului                                       | Zsinna           | III             | geológiai      | 2            |
| RONPA0726 |     | Podragu – Suru alpesi rezervátum   | Golul Alpin al Munţilor Făgăraş între Podragu - Suru | Alsóárpás, Felek | IV              | vegyes         | 6989,2       |
| RONPA0897 |     | Felsőárpási Tatár-tó               | Lacul Tătarilor                                      | Felsőárpás       | IV              | faunisztikai   | 33           |

## Fordítás
Ez a szócikk részben vagy egészben  a   Lista rezervaţiilor naturale din judeţul Sibiu című román Wikipédia-szócikk ezen változatának fordításán alapul.  Az eredeti cikk szerkesztőit annak laptörténete sorolja fel. Ez a jelzés csupán a megfogalmazás eredetét és a szerzői jogokat jelzi, nem szolgál a cikkben szereplő információk forrásmegjelöléseként.